# Cantón Puyango
Cantón Puyango är en kanton i Ecuador.   Den ligger i provinsen Loja, i den sydvästra delen av landet, 500 km söder om huvudstaden Quito.